# Я — мільярдер
«Я — мільярдер» (італ. Io sono Tempesta) — кінокомедія 2018 року про одного з найбагатших людей в Італії, який примножує свої статки за всяку ціну, але через проблеми з законом чоловіка на рік відстороняють від ведення справ.

## Сюжет
Нума Темпеста — багатий бізнесмен, який уклав важливу угоду про будівництво нового мегаполісу в пустельних землях Казахстану. У своїй успішній кар'єрі Нума часто уникав правил, він навіть удавав себе безхатченком, живши в розкішному готелі. Однак податківцям вдається притягнути його до відповідальності: його засуджують на кілька років і доручають йому надавати консультації безхатченкам.
Нума намагається звикнути до нової реальності, але інші зневажають його через соціальний статус. Йому вдається налагодити стосунки з молодим батьком Бруно, який після розлучення з дружиною живе із сином як безхатько. Ця справа нагадала йому суперечливі стосунки з татом. Водночас з чоловіком розривають угоду через неможливість Темпеста виконати роботу в Казахстані.
Анжела, яка наглядала за Нумою, починає йому довіряти. Скориставшись нещасним випадком, він отримує тимчасовий паспорт і вирушає до Казахстану з безхатченками, де все проходить добре. Але Анжела бачить репортаж з Нумою. Повернувшись до Італії, він потрапляє за ґрати. Бруно відкриває ігровий зал зі своїми бездомними друзями, що гарантувало його синові гарну освіту, а Нума відновлює зв'язок зі своїм батьком.

## У ролях
| Актор             | Роль          |
| ----------------- | ------------- |
| Марко Джалліні    | Нума Темпеста |
| Еліо Джермано     | Бруно         |
| Марчелло Фонте    | Грек          |
| Елеонора Данко    | Анжела        |
| Франческо Гегі    | Нікола        |
| Чо Сун            | Дімітрі       |
| Сімонетта Колумбу | Радіоса       |
| Франко Боккучча   | Боккучча      |
| Паола Да Грава    | Паола         |

## Створення фільму

### Виробництво
Знімання фільму відбувалося на острові Римі, Італія.

### Знімальна група
- Кінорежисер — Даніеле Лукетті
- Сценарист — Даніеле Лукетті, Сандро Петралья, Джулія Календа
- Кінопродюсери — Марко Кіменц, Джованні Стабіліні
- Кінооператор — Лука Бігацці
- Кіномонтаж — Мірко Джарроне
- Художник-постановник — Паола Коменчіні
- Художник-декоратор — Фіорелла Кіколіні
- Художник-костюмер — Марія Ріта Барбера
- Підбір акторів — К'яра Поліцці[3]

## Сприйняття

### Критика
Рейтинг фільму на Internet Movie Database — 6,0/10 (591 голос).

### Номінації та нагороди
| Нагороди та номінації фільму «Я — мільярдер» | Нагороди та номінації фільму «Я — мільярдер» | Нагороди та номінації фільму «Я — мільярдер» | Нагороди та номінації фільму «Я — мільярдер» | Нагороди та номінації фільму «Я — мільярдер» | Нагороди та номінації фільму «Я — мільярдер» |
| Рік                                          | Кінофестиваль/кінопремія                     | Категорія/нагорода                           | Номінант                                     | Результат                                    |                                              |
| -------------------------------------------- | -------------------------------------------- | -------------------------------------------- | -------------------------------------------- | -------------------------------------------- | -------------------------------------------- |
| 2018                                         | Каннський кінофестиваль                      | «Сінефондасьйон»                             | «Я — мільярдер»                              | Номінація                                    |                                              |
| 2018                                         | «Срібна стрічка»                             | Найкращий актор у комедійному фільмі         | Марко Джалліні                               | Номінація                                    |                                              |